# Aiboland

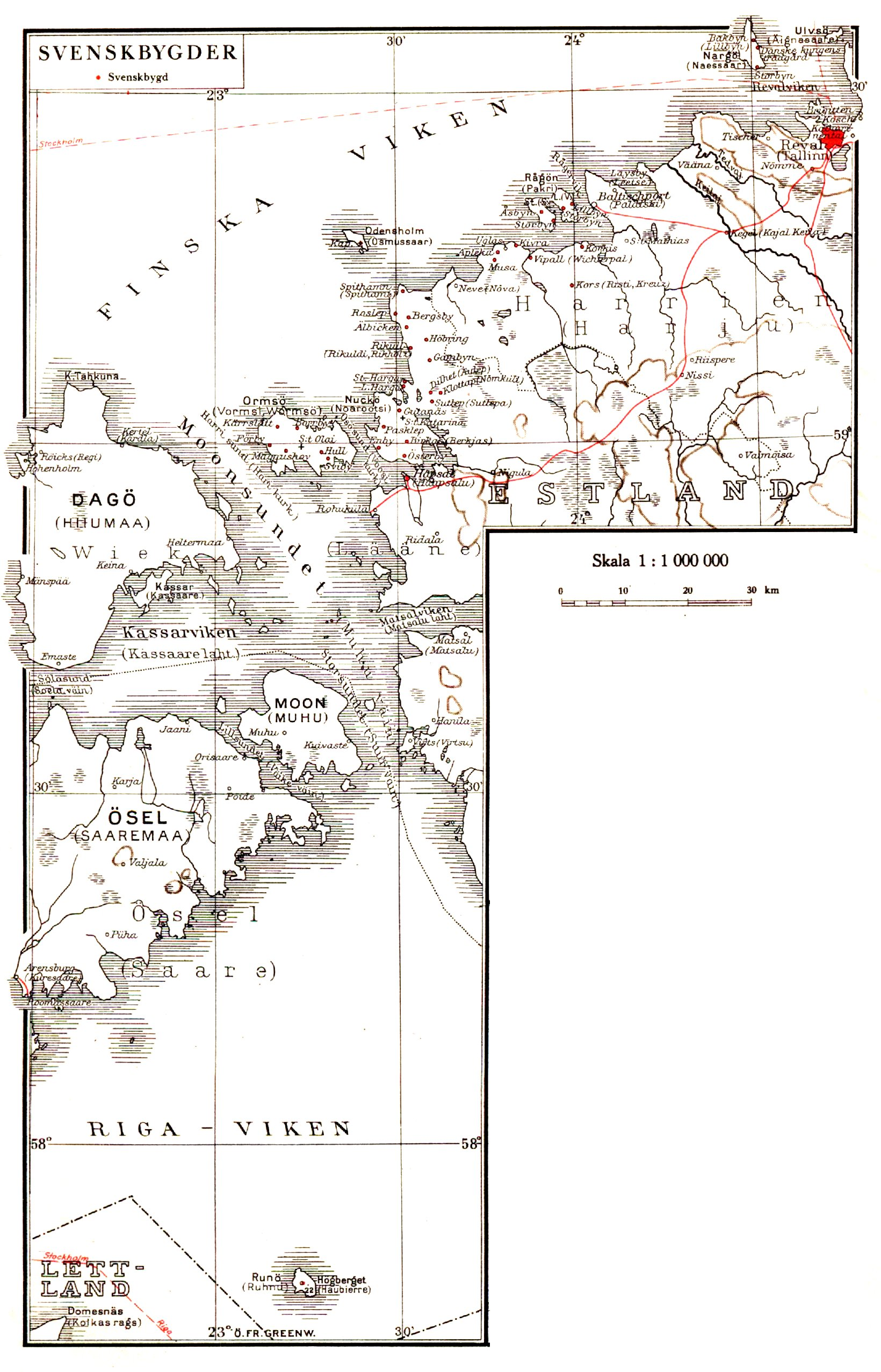
Aiboland 1930

Aiboland är den estlandssvenska benämningen på de forna svenskbygderna i Estland. Området kallas även för Svenskestland.
Till Aiboland räknades bland annat
- Dagö
- Moon
- Nargö
- Nuckö
- Odensholm
- Ormsö
- Runö
- Rågöarna
- Ösel

och bygden runt Hapsal på det estniska fastlandet.
De flesta estlandssvenskar lämnade sommaren 1944 Aiboland för att undkomma Röda armén.